# ماكوتو كوباياشي

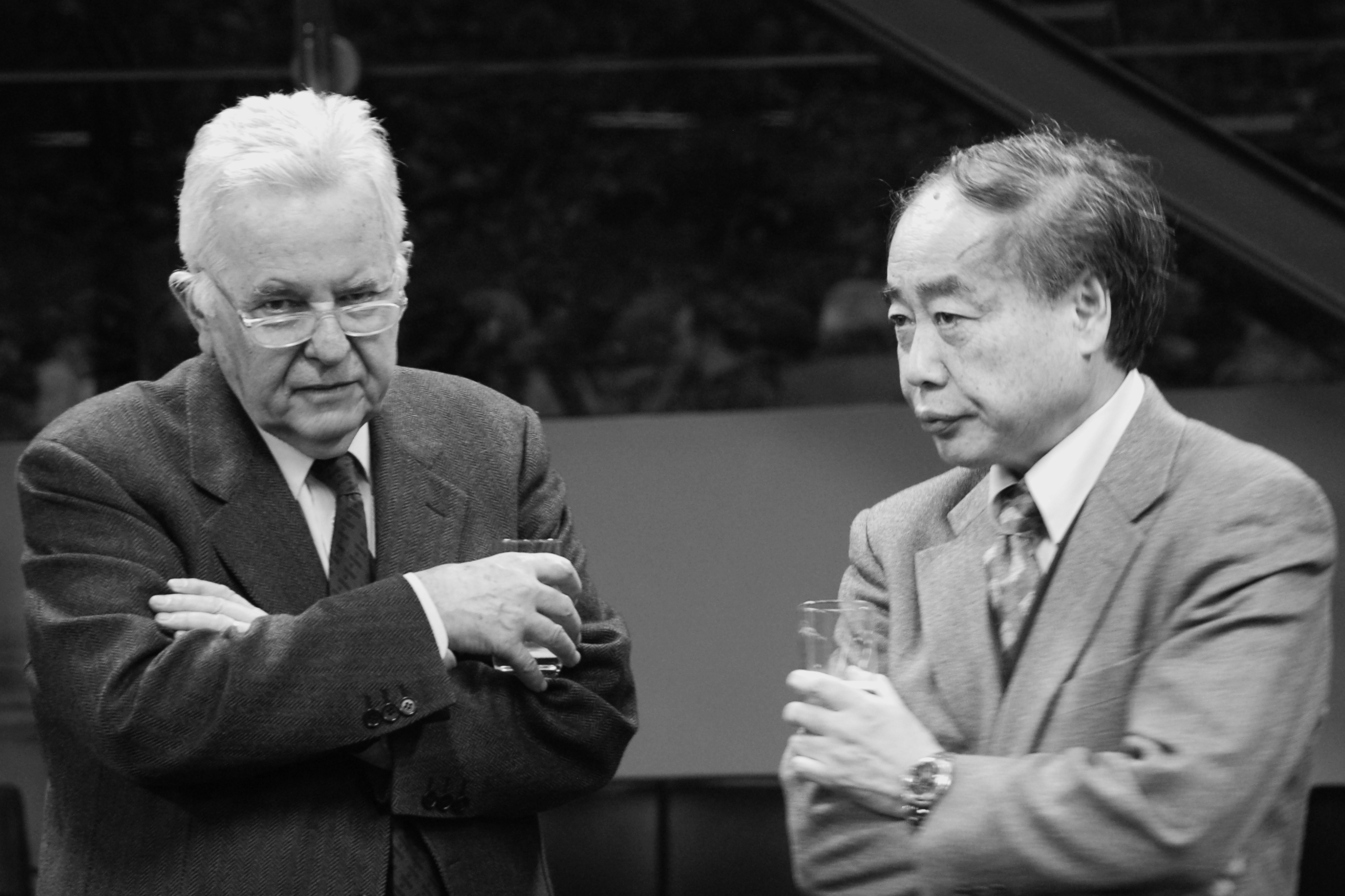
نيكولا كابيبو وماكوتو كوباياشي

ماكوتو كوباياشي (باليابانية: 小林誠)، ولد عام 1944، عالم فيزيائي ياباني حاصل على جائزة نوبل في الفيزياء 2008، لاكتشافه أصل الكسر التلقائي للتناسق الذي يفترض وجود ثلاث مجموعات على الأقل من جزيئات أساسية مشحونة في الطبيعة.

## روابط خارجية
- ماكوتو كوباياشي على موقع الموسوعة البريطانية (الإنجليزية)
- ماكوتو كوباياشي على موقع مونزينجر (الألمانية)
- ماكوتو كوباياشي على موقع إن إن دي بي (الإنجليزية)